# May Miller
May Miller (* 26. Januar 1899 in Washington, D.C.; † 8. Februar 1995) war eine US-amerikanische Schriftstellerin, Dichterin und Dramatikerin, die sich in den 1920er Jahren der afroamerikanischen Künstlergruppe Harlem Renaissance anschloss.

## Leben

### Herkunft, Dramatikerin und Harlem Renaissance
May Miller war eines von fünf Kindern des Mathematikers, Soziologen und Essayisten Kelly Miller, der als erster Afroamerikaner ein Studium an der Johns Hopkins University absolvierte. Sie wuchs auf dem Gelände der Howard University auf, wo ihr Vater als Professor für Soziologie tätig war, und kam dadurch bereits im Kindesalter in Kontakt zur afroamerikanischen Persönlichkeiten wie W. E. B. Du Bois, Paul Laurence Dunbar, Booker T. Washington, Carter G. Goodson und Alain LeRoy Locke.
Sie besuchte die Dunbar High School, an der Angelina Weld Grimké und Mary P. Burill zu ihren Lehrerinnen gehörten und die sie zum Schreiben ermutigten. Nach dem Ende des Schulbesuchs absolvierte sie ein Studium an der Howard University, das sie 1920 abschloss, und gewann 1920 für ihren Einakter Within the Shadows einen Literaturpreis. Anschließend absolvierte sie ein postgraduales Studium an der Columbia University sowie der American University und war danach zwischen 1923 und 1943 als Lehrerin an der Frederick Douglass–High School und engagierte sich daneben als aktives Mitglied in den literarischen Samstagabend-Salons von Georgia Douglas Johnson sowie als Schauspielerin und Regisseurin in der Negro Little Theatre Movement.
Durch das preisgekrönte Bühnenwerk The Bog Guide (1925) gelang May Miller der Durchbruch in der afroamerikanischen Literaturszene und sie schloss sich der von Alain LeRoy Locke gegründeten Künstlerbewegung Harlem Renaissance an. Der 1925 vom Opportunity Magazine gestiftete Preis für ein anderes von ihr verfasstes Theaterstück wurde ihr bei einem Abendessen durch Langston Hughes, Countee Cullen, James Weldon Johnson und Jean Toomer überreicht.

### Spätere Stücke, Gedichte und Bürgerrechtsbewegung
In ihren Stücken Scratches (1929), Stragglers in the Dust (1930) und Nails and Thorns (1933) befasste sie sich mit Rassenfragen. Vier ihrer historischen Stücke wie Harriet Tubman und Sojourner Truth sind in Negro History in Thirteen Plays (1935) enthalten, einer von ihr in Zusammenarbeit mit Willis Richardson herausgegebenen Anthologie.
1940 heiratete sie Bud Sullivan, einen Schuldirektor aus Washington, D.C., der in den 1920er Jahren in der traditionellen Jazz- und Blues-Band The McKinney Cotton Pickers gespielt hatte. 1943 gab sie ihre Lehrtätigkeit an der Frederick Douglass-High School auf und zog endgültig nach Washington, wo sie sich ausschließlich auf das Schreiben von Gedichten konzentrierte, die in Literaturzeitschriften und Anthologien erschienen. Daneben hielt sie Vorträge über ihre Arbeit.
Als in den 1950ern und 1960ern die Rassenkonflikte in Birmingham sehr stark ausgetragen wurden und zahlreiche Bombenattentate des Ku-Klux-Klans Birmingham den Spitznamen „Bombingham“ einbrachten, engagierte sich May Miller verstärkt in der Bürgerrechtsbewegung. Das größte Attentat fand am 15. September 1963 statt, als eine Bombe in der 16th Street Baptist Church explodierte und vier schwarze Mädchen im Alter zwischen 11 und 15 Jahren in den Tod riss. Im Anschluss verfasste sie das Gedicht BLAZING ACCUSATION.
In den 1970er und 1980er Jahren erschienen zahlreiche weitere Gedichtbände.

## Veröffentlichungen

### Theaterstücke
- The Bog Guide, 1925
- Scratches, 1929
- Stragglers in the Dust, 1930
- Nails and Thorns, 1933

### Gedichtbände
- Into the Clearing, The Charioteer Press, 1959
- Poems, Cricket Press, 1962
- Lyrics of Three Women, Linden Press, 1964
- Not That Far, The Solo Press, 1973
- The Clearing and Beyond, The Charioteer Press, 1974
- Dust of Uncertain Journey, Lotus Press, 1975
- Halfway to the Sun, Washington Writers Publishing House, 1981
- The Ransomed Wait, Lotus Press, 1983
- Collected Poems, Lotus Press, 1989